# 周南地区

山口県 地域区分図
が周南地区

周南地区（しゅうなんちく）は山口県中部地方の呼称の一つ。

## 定義

### 周南広域都市圏
山口県が指定する周南市を中心とした都市計画区域は、「周南広域都市圏」と呼ばれる。3市の2015年10月1日の人口は252,023人。
- 周南市
- 光市
- 下松市

### 都市雇用圏
周南市（徳山地区）を中心市とする都市雇用圏（10% 通勤圏）。一般的な都市圏の定義については都市圏を参照のこと。
都市雇用圏（10% 通勤圏）の変遷
- 10% 通勤圏に入っていない自治体は、各統計年の欄で灰色かつ「-」で示す。
- 1980年、1995年、2000年の中心市は旧・徳山市、旧・新南陽市、下松市の3市。1990年の中心市は旧・徳山市、旧・新南陽市の2市。
- 注：1995年度には田布施町は柳井都市圏にも属している。

| 自治体 ('80) | 1980年                 | 1990年                 | 1995年                 | 2000年                 | 2005年                 | 2010年                 | 自治体 （現在） |
| ------------ | ---------------------- | ---------------------- | ---------------------- | ---------------------- | ---------------------- | ---------------------- | --------------- |
| 大和町       | 徳山 都市圏 29万5506人 | -                      | 徳山 都市圏 27万0262人 | 徳山 都市圏 27万3465人 | 周南 都市圏 27万6154人 | 周南 都市圏 27万3489人 | 光市            |
| 光市         | 徳山 都市圏 29万5506人 | -                      | 徳山 都市圏 27万0262人 | 徳山 都市圏 27万3465人 | 周南 都市圏 27万6154人 | 周南 都市圏 27万3489人 | 光市            |
| 田布施町     | 徳山 都市圏 29万5506人 | 柳井 都市圏            | 徳山 都市圏 27万0262人 | 徳山 都市圏 27万3465人 | 周南 都市圏 27万6154人 | 周南 都市圏 27万3489人 | 田布施町        |
| 徳山市       | 徳山 都市圏 29万5506人 | 徳山 都市圏 21万7227人 | 徳山 都市圏 27万0262人 | 徳山 都市圏 27万3465人 | 周南 都市圏 27万6154人 | 周南 都市圏 27万3489人 | 周南市          |
| 新南陽市     | 徳山 都市圏 29万5506人 | 徳山 都市圏 21万7227人 | 徳山 都市圏 27万0262人 | 徳山 都市圏 27万3465人 | 周南 都市圏 27万6154人 | 周南 都市圏 27万3489人 | 周南市          |
| 熊毛町       | 徳山 都市圏 29万5506人 | 徳山 都市圏 21万7227人 | 徳山 都市圏 27万0262人 | 徳山 都市圏 27万3465人 | 周南 都市圏 27万6154人 | 周南 都市圏 27万3489人 | 周南市          |
| 鹿野町       | 徳山 都市圏 29万5506人 | 徳山 都市圏 21万7227人 | 徳山 都市圏 27万0262人 | 徳山 都市圏 27万3465人 | 周南 都市圏 27万6154人 | 周南 都市圏 27万3489人 | 周南市          |
| 下松市       | 徳山 都市圏 29万5506人 | 徳山 都市圏 21万7227人 | 徳山 都市圏 27万0262人 | 徳山 都市圏 27万3465人 | 周南 都市圏 27万6154人 | 周南 都市圏 27万3489人 | 下松市          |

- 2003年4月21日：徳山市、新南陽市、熊毛郡熊毛町、都濃郡鹿野町が新設合併して周南市が発足。
- 2004年10月4日：光市、大和町が新設合併して光市が発足。

## 概要
元々「周南」の名称はその名のとおり周防国南部を指す表現であり、現在の光市から柳井市にかけての室津半島一帯を指していたと言われている（光市には「小周防」の地域名が残り、元々はこの一帯を中心とする地域を「周防」と呼んでいたともいわれる）。
昭和以降、国の工業整備特別地域として防府市から柳井市にかけての広い地域が「周南地区」と指定されるなど、「周南」で表される地域は西に広がった。周南合併議論以降は、主に現在の3市（周南市・下松市・光市）を指すようになった。
2015年まで施行されていた山口県立高校全日制普通科の学区制では、この3市で周南学区を構成していた。
3市のうち周南市は、2003年（平成15年）に徳山市、新南陽市、鹿野町、熊毛町が合併して発足した。市名は地域名に由来している。現在では単に「周南」とした場合、周南市を指す場合が多い。
県内でも工業化の進展が著しい地域であり、山口県東部の中心地域の一つである。周防灘沿岸の工場群は「周南コンビナート」と呼ばれている。
気象庁（下関地方気象台）発表の天気予報における区分（一次細分区域）では、周南市、下松市が山口・防府地区を含む『中部』、光市が岩柳地区を含む『東部』に分かれる。

## 地域メディア
- Kビジョン（下松・光）
- シティーケーブル周南（周南）
- メディアリンク（周南）
- エフエム周南
- 日刊新周南